# Formel 1 (RTL)
In Formaten mit Namen wie Formel 1: Freies Training, Formel 1: Qualifying und Formel 1: Das Rennen berichtete die Mediengruppe RTL seit Mitte der 1980er Jahre in Live-Übertragungen von der Formel-1-Weltmeisterschaft.

## Situation zum Einstieg
Die 1950 begründete Automobil-Weltmeisterschaft hatte über viele Jahre einen schweren Stand bei den Programmverantwortlichen von ARD und ZDF. Im Gegensatz zum Österreichischen Rundfunk mit dem langjährigen (1965–2008) Kommentator Heinz Prüller, der auch die Übertragung des österreichischen Grand Prix mit besonderen Aufwand herstellte, verzichteten die öffentlichen Fernsehsender in der Bundesrepublik Deutschland sehr oft auf Live-Übertragungen. Dies führte noch in den 1970er Jahren dazu, dass nicht gewährleistet war, dass der Große Preis von Deutschland, für welchen man das Internationale Sendesignal für die EBU zu erstellen hatte, in allen Jahren vollumfänglich produziert wurde. Bekanntes Beispiel ist hier der Großer Preis von Deutschland 1976, jenes Rennen mit dem bekannten Feuerunfall des österreichischen Rennfahrers und späteren RTL-Experten Niki Lauda. Aufgrund der überdurchschnittlichen Streckenlänge der Nürburgring-Nordschleife und den parallel stattfindenden Olympischen Spielen im kanadischen Montreal, für welche man Übertragungstechnik und Fachpersonal benötigte, verzichtete der zuständige Südwestfunk auf eine Weltbildproduktion.
Die aus den Anstalten oft gehörte Kritik zu jener Zeit an der Sportart waren, zum Beispiel, der negative Umweltfaktor, das Animieren zu gefährlicher Raserei, aber auch die Möglichkeit, tödliche oder schlimme Unfälle zum sonntäglichen Nachmittagskaffee zu übertragen. Ebenso störte es die damaligen Verantwortlichen sehr, dass der Rennsport, anders als die priorisierten olympischen Sportarten, bereits komplett durch kommerzialisiert war. Hinzu kam, dass es, anderes als in Österreich, keinerlei nennenswerte oder erwartbare Erfolge von den vereinzelten deutschen Teilnehmern gab, was für weniger Interesse bei den Zuschauern sorgte.
Die Situation änderte sich auch in den 1980er Jahren nicht wesentlich. Zwar wurden regelmäßiger Rennen übertragen, aber nach wie vor oft nur zu Teilen, in Zusammenfassungen, zeitversetzt oder auch gar nicht. Zu dieser Zeit nahm sich Brabham-Teamchef Bernie Ecclestone, welcher Präsident der Teamvereinigung „FOCA“ war und somit die Interessen der Teams vertrat, diesem Thema an. So lagen ab 1981 alle Verwertungs- und Medienrechte der nunmehr „Formula One World Championship“ genannten Serie bei Ecclestones neuer Vermarktungsfirma. Er pochte auf gewisse Standards und Verlässlichkeiten bei der Fernsehübertragung. Aus diesem Grund kam Ecclestone das Liberalisieren des deutschen Fernsehmarkts und das direkte Interesse des neuen Marktteilnehmers RTL Plus an Übertragungen von der Formel-1-Weltmeisterschaft sehr gelegen.

## Geschichte
Schon von 1984 bis 1988 zeigte daher der damals in Luxemburg beheimatete und frisch gegründete Privatfernsehsender RTL Plus viele seiner 38 übertragenen Rennen der Formel-1-Weltmeisterschaft live und in voller Länge in seinem Hauptprogramm. Vereinzelt wurden Rennen zeitversetzt und/oder gekürzt gezeigt, gelegentlich wurden auch Rennen ausgelassen. Initiator für die Rennsportübertragungen, war der bis dahin aus dem Hörfunk von Radio Luxemburg bekannte Motorsportjournalist Willy Knupp, welcher bereits seit Ende der 1960er Jahre gemeinsam mit dem damaligen Programmchef Frank Elstner dem Motorsport großen Platz im Radio Programm gab. Laut Aussage von Knupp, der Kommentator, Redakteur und Programmverantwortlicher in Personalunion war, wurden am Anfang die Übertragungen von ihm im „Ein-Mann-Betrieb“ gestemmt und von bis zu 100.000 Zuschauern wahrgenommen. In den Jahren 1989 und 1990 lagen die Live-Übertragungsrechte für Deutschland exklusiv wieder beim öffentlich-rechtlichen Rundfunk, welche jedoch öfters auf eine Live-Berichterstattung verzichtete. Jedoch durfte RTL Plus weiterhin die sogenannte Vorqualifikation am Freitag übertragen. Aufgrund schlechter Quoten verzichtete man jedoch schon nach drei Rennen des Jahres 1989 darauf. Trotzdem sendete man aufgrund von Zweitverwertungsrechten weiterhin diverse „Spezials“ und kurze Zusammenfassungen über die Königsklasse des Motorsports.
Anfang 1991 erhielt Willy Knupp Insider-Informationen, wonach in naher Zukunft ein besonders talentierter, von Daimler-Benz unterstützter, deutscher Fahrer, aber auch besagter Automobilkonzern selbst, in die Formel 1 einsteigen könnte. Dies veranlasste die Geschäftsführung um Helmut Thoma, vor Saisonstart einen Fünfjahresvertrag mit der FOCA abzuschließen, welcher nur kurze Zeit, nach Einstieg des besagten Piloten, sogar zu einem Zehnjahresvertrag erweitert wurde. Seit dem Saisonstart der Saison 1991, startend mit dem Großen Preis der USA in Phoenix, berichtete daher der mittlerweile in Köln beheimatete, immer mehr zum großen Fernsehunternehmen gewachsene Sender, bis 1996 parallel zum in Deutschland als Free-TV-Mitbewerber positionierten paneuropäischen Sportsender Eurosport, in einer durchgehenden, mehrfach verlängerten Rechtephase von der Königsklasse des Motorsports. Sendete Eurosport bis 1993 zunächst auch auf Deutsch ihre Live-Übertragungen, erhielt der mittlerweile RTL Television genannte Sender zunächst eine Sprachexklusivität und ab 1997 eine komplette Free-TV-Exklusivität für die Bundesrepublik Deutschland.
Zwischen dem Großen Preis von Frankreich am 7. Juli 1991 bis einschließlich dem Großen Preis von Abu Dhabi des Jahres 2020 strahlte RTL Television jedes Rennen live und in voller Länge aus. Sechs Wochen nach dem Frankreich-Grand-Prix 1991 startete Michael Schumacher seine Formel-1-Karriere beim Großen Preis von Belgien. Damals kommentiert von Willi Knupp und Ex-Porsche-Pressechef Manfred Jantke. In den Folgejahren löste Schumacher in Deutschland einen Formel-1-Boom aus, welchen er mit seinen Weltmeistertiteln stetig steigerte und die Formel 1 bei RTL von der Randsportart zum Massenphänomen verwandelte. 1992, im ersten Jahr einer verlässlichen Quotenmessung durch die GfK, hielt sich das allgemeine Interesse der Fernsehzuschauer für die damalige „Randsportart“ noch eher in Grenzen: Durchschnittlich nur 1,76 Millionen Zuschauer sahen die 16 Übertragungen, der Marktanteil lag bei 20,6 Prozent. Bei Michael Schumachers vierten WM-Titel im Jahr 2001 verfolgten schon durchschnittlich 10,44 Millionen Zuschauer die 17 Grands Prix bei 55,4 Prozent Marktanteil. Der Allzeitrekord für eine einzelne Rennübertragung wurde beim Großen Preis von Europa 1997 im spanischen Jerez de la Frontera erreicht. Beim damaligen Saisonfinale, bei dem Michael Schumacher nach einer umstrittenen Kollision gegen WM-Rivale Jacques Villeneuve ausgeschieden und später deswegen aus der WM-ausgeschlossen wurde, schauten durchschnittlich 15,41 Millionen und in der Spitze fast 20 Millionen Zuschauer beim deutschen Free-TV-Sender zu.
Nachdem der 2015 mit dem langjährigen Formel-1-Chef Bernie Ecclestone ausgehandelte Vertrag zum Ende der Saison 2017 ausgelaufen war, verkündete RTL im Dezember 2017 eine abermalige, exklusive Free-TV-Einigung mit den neuen Rechteinhabern der Formula One World Championship Limited (FOWC) um den damaligen Chairman Chase Carey für drei weitere Jahre. An der FOWC hält seit Anfang 2017 das US-amerikanische Medienunternehmen Liberty Media sämtliche Anteile. Das neue Abkommen galt bis zum Ende der Saison 2020 und sicherte vorerst letztmals der Mediengruppe RTL Free-TV-Rechte an sämtlichen Wettbewerbsbestandteilen eines jeweiligen Formel-1-Wochenendes. Die Übertragungen wurden in dieser Rechtephase zusätzlich auf RTL UHD übertragen. Das erste  Formel-1-Rennen in Ultra-HD-Qualität war der Großen Preis von Aserbaidschan in Baku, am 29. April 2018.
Da der Pay-TV-Anbieter Sky, welcher 1996 unter dem Namen DF1 in die Übertragung eingestiegen war, für die Zeit von 2018 bis 2020 vorerst keine Liverechte an der Formel 1 erworben hatte, war RTL in der am 25. März 2018 gestarteten, 69. Formel-1-Saison der einzige deutsche Fernsehsender, der Grand-Prix-Rennen live in Deutschland übertrug. Anders als in anderen großen europäischen TV-Märkten wie Großbritannien, Italien und Frankreich, wo die Formel 1 vorwiegend im Pay-TV zu sehen ist, war sie damit in Deutschland weiterhin frei empfangbar. Dies galt für die 69. Formel-1-Saison. Seit der Saison 2019 überträgt auch Sky wieder die Formel 1.
Mit Ende der Saison 2020, weiterhin mit rund vier Millionen Zuschauern im Schnitt bei 17 Rennwochenenden, stieg RTL aus der Formel-1-Live-Übertragung aus. Als Gründe wurden unter anderem die stark gestiegenen Preise der Ausstrahlungsrechte angegeben. Aufgrund einer Sublizensierung von Sky durfte RTL 2021 und 2022 jeweils vier Rennen live und exklusiv im Free-TV zeigen. In der Saison 2021 sollten die Großen Preise in Imola, Barcelona, Monza und São Paulo übertragen werden. Am 12. September 2021 gab RTL jedoch während der Übertragung zum Großer Preis von Italien bekannt, dass wegen der Verlegung des Sao Paulo GP stattdessen das Rennen in Dschidda gezeigt wird. Es durften lediglich die Rennen am Sonntag live übertragen werden. Die Qualifyings und die freien Trainings waren exklusiv im Programm von Sky zu sehen. Der Kommentar und die Moderation erfolgte aus Köln. Jedoch waren Kai Ebel sowie ein weiterer On-Air-Reporter vor Ort. Im Jahr 2022 wurden die Rennen in Imola, Silverstone, Zandvoort und São Paulo übertragen. 2023 wurden keine Formel 1 Rennen übertragen, da RTL keine Einigung mit Sky erreichen konnte.
Am 19. Dezember 2023 wurde bekannt gegeben, dass RTL mit der Saison 2024, aufgrund einer neuen Partnerschaft mit Sky, wieder die Formel 1 überträgt, dies gilt vorerst für die Saison 2024 und 2025. Nach dieser Vereinbarung werden an 7 Rennwochenenden das Rennen sowie der Sprint oder die Qualifikation im Free TV übertragen. Außerdem überträgt RTL an fünf zusätzlichen Rennwochenenden die Qualifikation oder den Sprint. Auf RTL+ sind an zwölf weiteren Rennwochenenden die Qualifikation oder Sprint verfügbar.

## Formate
An einem gewöhnlichen Rennwochenende strahlte RTL zuletzt bis 2020 samstags erst mit Formel 1: Freies Training die dritte freie Trainingseinheit, als Zusammenfassung mit Magazincharakter und anschließend, meist nach einer kurzen Unterbrechung, in welcher oft über andere Rennserien berichtet wurde, mit Formel 1: Qualifying die Qualifikation zum jeweiligen Grand Prix aus. Sonntags folgten die meistens 60 Minuten lange Sendung Formel 1: Countdown, die eigentliche Rennübertragung mit dem Titel Formel 1: Das Rennen sowie die Interview und Analysesendung Formel 1: Siegerehrung und Highlights. Im Jahr 2005 übertrug man, als Ersatz für das eingestellte frühsonntägliche Qualifikationstraining, mit der Stammcrew, die Rennen der damals neuen FIA GP2 Series. In dem Zeitslot zwischen dem vom Morgen aufgezeichneten dritten freien Training und der Qualifikation am Nachmittag berichtete RTL viele Jahre lang über andere FIA-Weltmeisterschaften wie die Tourenwagen-Weltmeisterschaft, die FIA-Langstrecken-Weltmeisterschaft oder der Rallye-Weltmeisterschaft in Magazinform.

### Ständiger Ausbau der Übertragung
In den Anfangsjahren übertrug RTL meistens nur das Rennen mit einem vorproduzierten Vorlauf von rund 25 Minuten. Die Sendung endete kurz nach der Siegerehrung. Im Laufe der Jahre erfolgte ein stetiger Ausbau der Sendezeiten und vom On-Air-Personal. Die Qualifikation kam mit den Erfolgen in der Quotenmessung im Jahr 1995 als fester Bestandteil dauerhaft hinzu. Sendungen wie Vor dem Start wurden ausgebaut und teils Live produziert. Ab der Saison 1996 sogar mit einer eigenen, von Florian König moderierten, rund 60 Minuten langen Live-Studiosendung aus dem damaligen Kölner Sendezentrum in der Aachener Straße vor Publikum. Stammexperte war Niki Lauda. Auch Hans-Joachim Stuck war in den Jahren 1997–1999 unregelmäßiger Gast. Das Studiokonzept wurde 2001 aufgegeben, nachdem Lauda Teamchef bei Jaguar Racing wurde.

### Rückkehr zum Studio
Nachdem man im März 2020 noch zum später aufgrund der Corona-Pandemie abgesagten Saisonauftakt nach Australien geflogen ist, um von dort wie gewohnt zu berichten, änderte RTL das Konzept zur Wiederaufnahme der Saison im Österreichischen Zeltweg. Seit diesem Rennen sendet RTL wieder die Vor- und Nachberichte aus dem für Sportformate genutzten Studio im Sendezentrum in Köln-Deutz. Auch die Kommentatoren Waßer und Danner sind im Studiosetting integriert. Anders als in den 90er Jahren befinden sich im Studio keine Zuschauer. Von der Rennstrecke berichteten nur die Reporter wie Kai Ebel. Erst beim Großen Preis von Italien 2021 erfolgte die Hauptmoderation wieder von der Rennstrecke selbst aus. Der Kommentar erfolgte jedoch weiterhin aus Köln.
Auch das bis zur Saison 2002 vorhandene, 30-minütige Warm Up am Sonntagmorgen wurde ab Mitte der 90er Jahre in einer Direktübertragung gezeigt. Im Umfeld dieser Übertragung zeigte RTL in den Jahren 2001 und 2002 regelmäßig eine auf Motorsport ausgerichtete Sendung des RTL Shop unter dem Titel RTL Boxen-Shop. Moderiert wurde die Sendung in der es Fanartikel oder exklusive, besondere oder seltene Gegenstände aus dem Formel 1 Umfeld gab, vom Burscheider Ralf Kühler.
Frühmorgendliche Rennen aus dem asiatischen bzw. Ozeanischem Raum, wurden am Vormittag und teils nochmal am Nachmittag zu den europäischen Sendezeiten über viele Jahre nochmals in voller Länge und in der Regel mit dem Originalkommentar wiederholt, erhielten oft aber deutlich kürzere, nach dem Rennen erstellte Rahmensendungen.

### Übertragungen auch abseits vom Hauptsender
Ab der Formel-1-Saison 2018 zeigte der ebenfalls zur Mediengruppe RTL gehörende Nachrichtensender n-tv, welcher bereits zuvor öfters, jedoch mit anderem Sendekonzept, ein freies Training vom Freitag übertragen hat, an jedem Rennwochenende mindestens ein freies Training live im Fernsehen. Nicht im TV gezeigte Freitagstrainings wurden aber grundsätzlich werbefrei via Live-Stream auf den Online-Angeboten von RTL und n-tv in Form einer moderierten und kommentierten Sendung übertragen. Eine Nachbetrachtung von Freitag und Samstag erfolgte ab 2018 in einem mit EB-Technik produzierten „Facebook Live“, welches rund 20 Minuten aus dem Fahrerlager gesendet wurden. Dort besprachen meist drei Mitglieder der On-Air-Crew, mit den sogenannten „drei Thesen“, den vergangenen Tag, führten spontane Interviews bzw. zeigten Interviews, welche es nicht in die Live-TV-Sendung packten, analysierten Szenen und/oder blickten, teils mit lustigen Aktionen, hinter die Kulissen des Fahrerlagers. Bei den Nord- und Südamerika-Rennen kam es zudem gelegentlich vor, dass aufgrund von Prime-Time-Shows wie Das Supertalent oder DSDS die Qualifikationsübertragungen ebenfalls bei n-tv gezeigt wurden. Im Jahr 2019 zeigte man zudem die Sendung(en) des Freitags in Form einer Dualübertragung teilweise auch auf dem Sender Nitro, welcher zu jener Zeit auch das 24-Stunden-Rennen auf dem Nürburgring übertragen hat.

### Social-Media-Talkformat
Nach dem Verlust der regelmäßigen Live-Senderechte sendet RTL über Social Media das von der fränkischen RTL-Sportjournalistin Lisa Höfer moderierte Talkformat „letzte Runde“. Journalisten, Sendergesichter und Experten besprechen in diesem montags um 18 Uhr nach jedem Rennen ausgestrahlten und rund 35 bis 45 Minuten langen Format das vorherige Rennen.

## Moderatoren
Feste Größen der Formel-1-Übertragung bei RTL waren die Moderatoren Florian König (seit Herbst 1995) und Kai Ebel (seit dem Spanien-GP 1992).
Während Ebel in bislang 501 Rennen (Stand: Großer Preis von Italien 2021) von der Rennstrecke berichtete und Interviews mit Fahrern und Funktionären in der Boxengasse und im Fahrerlager führte, analysierte König als Hauptmoderator das Renngeschehen mit Experten. 22 Jahre lang war Formel-1-Weltmeister Niki Lauda in dieser Funktion an seiner Seite. Nach dessen Rücktritt zum Ende der Saison 2017 verpflichtete RTL Nico Rosberg und Timo Glock, die sich zwischen 2018 und 2020 als Experten abwechselten. Seit der Saison 2020 stand auch der langjährige Formel-1 Rennfahrer Nico Hülkenberg, in der Saison 2021 Ersatzfahrer bei Aston Martin Formula One und Servus TV Österreich Co-Kommentator, bei ausgewählten Rennen RTL zur Verfügung. So war er unter anderem, beim Abu Dhabi Grand Prix 2020 und 2021 beim Großen Preis der Emilia-Romagna sowie beim Großen Preis von Italien als Experte im Einsatz.
Beim Großen Preis von Mexiko im Oktober 2017 moderierte Anna Fleischhauer statt Florian König die Sendung, weil dieser über den Boxkampf zwischen Anthony Joshua und Carlos Takam berichtete. Beim Großen Preis von Italien 2021 moderierte erstmals Laura Papendick die Sendung, da König seit der Fußball-Bundesliga 2021/2022 die Sport1 Sendung „Stahlwerk Doppelpass“ moderiert. Bereits 2016 war König zweimal durch den Servus TV-Experten und früheren Motorradrennfahrer Alex Hofmann ersetzt worden. Bis ins Jahr 1995 moderierte auch der damalige RTL-Sportchef Burkhard Weber bei herausragenden Rennen die Vor- und Nachberichtssendung zur Formel 1. Im Jahr 1995 zum Beispiel aus festen Produktionssettings Live vom Hockenheimring oder aus Monte Carlo.

## Kommentatoren
In den Anfangsjahren der Formel 1 bei RTL Plus von 1984 bis 1988 kommentierte Willy Knupp das Geschehen alleine oder mit Experten wie Keke Rosberg, Norbert Haug oder Manfred Jantke. Dies war auch in den Jahren 1991 und 1992 der Fall. In dieser Zeit versorgte die Printjournalistin Karin Sturm die Kommentatoren via Funkkommunikation mit Informationen aus dem Fahrerlager. Zum Start der Saison 1993 übernahm Ex-Formel-1-Pilot Jochen Mass den Kommentar alleine. Ab dem Großen Preis von Spanien am 9. Mai 1993 tat er dies gemeinsam mit dem Redakteur Heiko Waßer, der fortwährend zum Hauptkommentator wurde, während Mass seine Rolle als Experte fand. Aufgrund diverser Kritiken endete Mass’ Engagement mit dem Großen Preis von Großbritannien 1998 endgültig. Vereinzelt wurde daher ab Ende 1997 und zu Beginn der Formel-1-Saison 1998, wie beim Großen Preis von San Marino, der ehemaligen Rennfahrer und bisheriger Super-Tourenwagen-Cup-Experte Christian Danner als Co-Kommentar und F1-Experte an der Seite von Waßer eingesetzt. Diese Konstellation ist seit dem Großen Preis von Österreich 1998 bis heute unverändert geblieben. Die einzige Ausnahme bildete der Große Preis von Japan 1998, als Waßer aus gesundheitlichen Gründen die Reise nach Japan und somit die Übertragung nicht wahrnehmen konnte. Ersatz fand man kurzfristig im eigenen Haus, in Person des erfahrenen Kommentators der STW-Übertragungen. Der damals schon als Sportjournalisten-Legende bezeichnete Rainer Braun, langjähriger 3sat/ZDF DTM-Kommentator und Ex-Rennfahrer, kam so zu einem einmaligen Einsatz als Fernsehkommentator eines Formel-1-Rennens. Ursprünglich war der erfahrene Hans-Joachim Stuck statt des noch u. a. vereinzelt in der IndyCar Serie aktiven Danner als Co-Kommentator vorgesehen. Stuck entschied sich jedoch, anders als Danner, für eine Fortsetzung seiner Rennfahrerkarriere in den USA und trat daher nur vereinzelt als Studiogast in Köln als Vertretung für Niki Lauda auf.
In den ersten Jahren seiner Karriere war es zudem üblich, dass Michael Schumacher, ein enger Freund von Willy Knupp, gelegentlich nach Ausfällen als Gast-Kommentator für einige Zeit in die Sprecherkabine kam. Dies tat er auch, als er 1994 bei den Grands Prix von Italien und Portugal gesperrt war.
In den von n-tv bis 2017 gezeigten freien Trainings am Freitag kam vorwiegend Peter Reichert als Kommentator zum Einsatz. Da zu dieser Zeit hauptsächlich diese Übertragungen aus Deutschland erfolgten, ergänzten diverse Rennfahrer, oft aus Formel 3, ADAC GT Masters und DTM als Experten die Sendung. Ab 2018 bis einschließlich der Saison 2020 übernahm auch beim Nachrichtensender die Stammcrew vom Hauptsender die Übertragung, wobei auch hier gelegentlich ausgewählte Gäste vor Ort als Co-Kommentatoren am Freitag fungierten.

## Trivia
- Die Sendung zur 300. Liveübertragung in Folge feierte man am 19. April 2009 im Rahmen des Großen Preis von China, dem Rennen, in welchem Sebastian Vettel seinen ersten Sieg mit Red Bull Racing erzielte, mit einer großen Studiosendung. Die frühmorgentliche extra lange und mit Show-Highlights erweiterte Sendung vor großem Saalpublikum, in der neben Stammexperte Niki Lauda auch Ralf Schumacher und Mika Häkkinen zu Gast waren, wurde aus diesem Grund einmalig aus dem damaligen Studio von Deutschland sucht den Superstar im Coloneum in Köln-Ossendorf übertragen.[21]
- Im Jahr 1995 war „RTL Television“ markanter Fahrzeugsponsor auf der Fahrzeugnase von Michael Schumachers Weltmeisterteam Benetton Formula. In den Jahren 1995 und 1996 war man zudem persönlicher Sponsor auf dem Helm von Sauber-Motorsport-Pilot Heinz-Harald Frentzen. 1997 erkannte man das dreifarbige Senderlogo auf dem gelben Jordan-Grand-Prix-Wagen von Debütant Ralf Schumacher. Zuvor zeigte man sich bereits auch als Sponsor auf den Autos von Eddie Jordan beim Großen Preis von Deutschland 1991.
- Die 1998 gestartete und erst 2020 geendete Werbekooperation mit der Kreuztaler Krombacher Brauerei gilt als einer der längsten in der deutschen Fernsehgeschichte. RTL-Ansager und Station-Voice Gregor König sprach jeden Werbetrailer nach jedem Werbeblock mit einem individuellen, teils aufs Rennen abgestimmten Text live ein.[22]
- Die von Willy Knupp erschaffene Buchreihe „GRAND PRIX Live Miterlebt“ erschien jährlich zwischen 1991 und 2006. Das Hardcover-Buch aus dem Düsseldorfer Zeitgeist Verlag und dem Motor Buch Verlag Pietsch, versorgte Fans auf weit mehr als 150 Seiten mit allen wichtigen Informationen zur jeweiligen Rennsaison. Es beinhaltete neben lesenswerten Storys zur Saison alle relevanten Daten und Statistiken rund um Fahrer, Teams und Strecken. Es galt als offizielles Begleitwerk zu den Fernsehübertragungen von RTL.
- Zwischen 1993 und 2004 erschien das von Willy Knupp veröffentlichte und von RTL autorisierte Werk „Rennreport“. Darin gab es ausführliche Ergebnisse und Rennberichte zur abgelaufenen Saison.
- Im Jahr 1997 erschien in Kooperation mit dem Magazin Rallye Racing der „RTL Formel 1 Report“. Im rund 30-seitigen Printmagazin, welches nach fast jedem Rennen erschien, verfassten neben namhaften Journalisten wie Achim Schlag und Norbert Ockenga auch RTL-Köpfe wie Willy Knupp, Kai Ebel, Heiko Waßer und Jochen Mass in festen Rubriken Texte. Inhaltlich befasste sich das stark bebilderte Magazin mit dem zurückliegenden Rennen vom Wochenende, wagte Ausblicke und beschäftigte sich mit allerlei aktuellen Nachrichten und Gossip aus dem Fahrerlager. Neben den 17 Ausgaben, welche mittwochs nach jedem Rennen erschienen, veröffentlichte man zum Saisonende zusätzlich noch eine Spezialausgabe mit 130 Seiten.
- Im 1996 durch Psygnosis publizierten Videospiel für die Play Station „Formel 1“ sowie in den Nachfolgern sorgten die RTL-Stimmen für den deutschsprachigen Kommentar. War es im ersten Titel zunächst nur Jochen Mass alleine, kam für „Formel 1 97“ Heiko Waßer hinzu. In „Formel 1 98“ wurde Jochen Mass durch Christian Danner ersetzt. In „Formel 1 99“ lieferte Heiko Waßer alleine die Kommentare.
- Die jeweils ersten Schwangerschaften ihrer Frauen verkündeten Michael Schumacher und Heinz-Harald Frentzen jeweils exklusiv RTL-Reporter Kai Ebel in Live-Interviews im Rahmen eines Großen Preises von Italien in Monza.
- RTL hatte die weltweit exklusiven Fernsehrechte an der Hochzeit von Michael und Corinna Schumacher am 5. August 1995 auf dem Bonner Petersberg. Der dazu an die Familie Schumacher bezahlte Geldbetrag wurde gespendet.
- Bei mehreren Rennen rund um die Jahrtausendwende, wie dem Großen Preis von San Marino im Jahr 2000, wurden spontan der Rennstart und die ersten Rennrunden von Florian König und Niki Lauda aus dem mit Zuschauern besetzten Kölner TV-Studio kommentiert. Hintergrund waren überraschende technische Übertragungsprobleme zu den vor Ort tätigen Kommentatoren. In allen Fällen konnte nach mehreren Rennrunden bzw. spätestens meistens nach 10–15 Minuten zu den Kommentatoren übergeben werden. Aufgrund der Zuschauer im Studio waren im Hintergrund je nach Rennsituation Applaus, Jubel oder ähnliche Reaktionen zu hören.

## Marktanteile
Verglichen mit dem Jahr 2016 stiegen die Marktanteile in der Formel-1-Saison 2017 von 25,1 % auf 26,2 % leicht an (14–59 Jahre 2017: 24,3 %, 2016: 23,5 %).

## Belege
1. ↑  Dokumentiert durch diverse, zeitgenössische Zeitschriftenartikel
2. ↑  Motorsport aktuell - „Hallo, wie gehts?“ Ausgabe: 41/2000
3. ↑  Seit 1984 berichtet RTL über die Formel 1. In: sport.de. Abgerufen am 29. August 2021.
4. ↑  Formel-1-Boom: RTL übertrifft Zehn-Millionen-Grenze. Abgerufen am 22. Januar 2025.
5. ↑  RTL überträgt weiterhin die Formel 1. In: rtl.de. Archiviert vom Original (nicht mehr online verfügbar) am 22. Juni 2018; abgerufen am 22. Juni 2018.
6. ↑  Formel 1 bei RTL ab sofort in UHD. In: rtl.de. (rtl.de [abgerufen am 22. Juni 2018]).
7. ↑  sky.de: Formel 1 bei Sky: Infos zur Rechtesituation ab 2018. Abgerufen am 22. Juni 2018.
8. ↑  Tobias Grüner: Formel 1 2019 wieder bei Sky: Werbefreie RTL-Alternative. 12. Februar 2019, archiviert vom Original (nicht mehr online verfügbar) am 28. Januar 2021; abgerufen am 4. April 2021.  Info: Der Archivlink wurde automatisch eingesetzt und noch nicht geprüft. Bitte prüfe Original- und Archivlink gemäß Anleitung und entferne dann diesen Hinweis.
9. ↑  Erfolgsgeschichte endet nach dieser Saison Fokus Fußball: RTL steigt aus der Formel 1 aus. In: rtl.de. (rtl.de [abgerufen am 21. Juni 2020]).
10. ↑  Formel 1 bleibt bei RTL: 2021 vier Rennen live und exklusiv im Free-TV. Abgerufen am 3. April 2021.
11. ↑  RTL überträgt Formel -1-Premiere in Saudi-Arabien. Abgerufen am 9. Februar 2022.
12. ↑  Diese vier Formel-1-Rennen zeigt RTL 2022. Abgerufen am 2. Mai 2023.
13. ↑  RTL steigt aus: Was das für die Formel 1 im Free-TV bedeutet. Abgerufen am 11. Januar 2024.
14. ↑  RTL.de: Formel 1 fährt künftig wieder bei RTL - Partnerschaft mit Sky. 19. Dezember 2023, abgerufen am 11. Januar 2024.
15. ↑  DWDL de GmbH: Formel 1 zurück bei RTL, Sky bekommt Europa-League-Rechte. Abgerufen am 11. Januar 2024 (englisch).
16. ↑  2018 mit den Experten Rosberg & Glock. In: rtl.de. (rtl.de [abgerufen am 22. Juni 2018]).
17. ↑  SIE vertritt Florian König in Mexiko. In: rtl.de. (rtl.de [abgerufen am 22. Juni 2018]).
18. ↑  Erwähnt in einem Interview mit INSIDE-RACING im Jahr 2017.
19. ↑  Motorsport aktuell, Ausgabe 31/98, S. 16.
20. ↑  Dokumentiert durch vorliegende Übertragungsmitschnitte von RTL
21. ↑  'RTL' feiert Formel-1-Jubiläum: 300. Rennen in Folge. In: motorsport-total.com. (motorsport-total.com [abgerufen am 16. August 2021]).
22. ↑  So erwähnt in der Übertragung zum Großen Preis von Abu Dhabi 2020 auf RTL
23. ↑  RTL überträgt weiterhin die Formel 1. In: rtl.de. (rtl.de [abgerufen am 22. Juni 2018]).